# Túnel de vent subsònic i transònic
Els túnels de vent es construeixen tenint en compte una funció determinada i un rang de velocitat determinat. En aquest article, es discuteix la utilitat dels túnels de vent per a condicions de flux variades que afecten les forces sobre els objectes. A mesura que avança el temps, s'està treballant més en els túnels de vent, cosa que reflecteix una combinació hàbil de tecnologia les arrels de la qual es basen en els principis dels túnels de vent. Es revisen les característiques de les instal·lacions, els principis de funcionament i, per tant, l'evolució dels túnels de vent que van arribar a ser com estan en el món actual.

## Túnel subsònic baix
Els túnels de vent de baixa velocitat s'utilitzen per a operacions amb un nombre de Mach molt baix, amb velocitats a la secció de prova de fins a 480 km/h (~ 134 m/s, M = 0,4). Poden ser de tipus de retorn obert (també conegut com a tipus Eiffel, vegeu la figura), o de flux de retorn tancat (també conegut com a tipus Prandtl, vegeu figura) amb aire mogut per un sistema de propulsió format normalment per grans ventiladors axials que augmentar la pressió dinàmica per superar les pèrdues viscoses.

Esquema d'un túnel de vent obert amb una secció de prova tancada

### Túnel de vent obert
El principi de funcionament es basa en la continuïtat i l'equació de Bernoulli:
L'equació de continuïtat ve donada per:
{\displaystyle AV=constant\Rightarrow {\frac {dA}{A}}=-{\frac {dV}{V}}}
L'equació de Bernoulli diu:
{\displaystyle P_{total}=P_{static}+P_{dynamic}=P_{s}+{\frac {1}{2}}\rho V^{2}}
Posant Bernoulli a l'equació de continuïtat dona:
{\displaystyle V_{m}^{2}=2{\frac {C^{2}}{C^{2}-1}}{\frac {P_{settl}-p_{m}}{\rho }}\approx 2{\frac {\Delta p}{\rho }}}

Esquema d'un túnel de vent tancat (retorn-flux).

La relació de contracció d'un túnel de vent ara es pot calcular per: {\displaystyle C={\frac {A_{settl}}{A_{m}}}}
En un túnel de vent de retorn, el conducte de retorn s'ha de dissenyar adequadament per reduir les pèrdues de pressió i per assegurar un flux suau a la secció de prova. El règim de flux compressible: de nou amb la llei de continuïtat, però ara per al flux isentròpic dona:
{\displaystyle -{\frac {d\rho }{\rho }}=-{\frac {1}{a^{2}}}{\frac {dp}{\rho }}=-{\frac {1}{a^{2}}}{\frac {-\rho VdV}{\rho }}={\frac {V}{a^{2}}}dV}
La velocitat d'àrea 1-D es coneix com:
{\displaystyle {\frac {dA}{A}}=(M^{2}-1){\frac {dV}{V}}}
L'àrea mínima A on M=1, també coneguda com l'àrea de la gola sonora, es dona per a un gas perfecte:
{\displaystyle \left({\frac {A}{A_{throat}}}\right)^{2}={\frac {1}{M^{2}}}\left({\frac {2}{\gamma +1}}\left(1+{\frac {\gamma -1}{2}}M^{2}\right)\right)^{\frac {\gamma +1}{\gamma -1}}}

## Túnel transònic
Els túnels de vent subsònics alts (0,4 < M < 0,75) i els túnels de vent transònics (0,75 < M < 1,2) estan dissenyats amb els mateixos principis que els túnels de vent subsònics. La velocitat més alta s'assoleix a la secció de prova. El nombre de Mach és aproximadament 1 amb regions de flux subsònics i supersònics combinats. Les proves a velocitats transòniques presenten problemes addicionals, principalment a causa de la reflexió de les ones de xoc de les parets de la secció de prova (vegeu la figura següent o amplieu la imatge del polze a la dreta). Per tant, calen parets perforades o ranurades per reduir la reflexió dels xocs de les parets. Com que es produeixen interaccions viscoses o no viscoses importants (com les ones de xoc o la interacció de la capa límit), tant el nombre de Mach com el de Reynolds són importants i s'han de simular adequadament. S'utilitzen instal·lacions a gran escala i/o túnels de vent a pressió o criogènics.

## Broquet de Laval
Amb una gola sonora, el flux es pot accelerar o alentir. Això es desprèn de l'equació àrea-velocitat 1D. Si cal una acceleració al flux supersònic, cal un broquet convergent-divergent. D'una altra manera:
- Subsònic (M < 1) doncs convergent
- Gola sonora (M = 1) on
- Supersònic (M >1 ) doncs divergents

Conclusió: el nombre de Mach està controlat per la relació d'expansió {\displaystyle {\frac {A}{A_{throat}}}}